# Богема (фильм, 1926)
«Богема» (англ. La bohème, 1926) — американский немой художественный фильм режиссёра Кинга Видора. Фильм снят по мотивам романа Анри Мюрже «Сцены из жизни богемы». Кинолента находится в общественном достоянии.

## Сюжет
Действие фильма происходит зимой 1830 года в Латинском квартале Парижа, где живут молодые художники и писатели, а также и главная героиня Мими, бедная белошвейка. Домоуправ хочет выселить её из квартиры, так как у неё нет денег внести очередной взнос. Несчастная девушка собирает котомку со своими вещами, которые несёт в ломбард, предполагая получить за них сумму, достаточную, чтоб заплатить за жильё. Однако, сумма полученная ей в ломбарде оказывается слишком мала, чтобы рассчитывать на дальнейшее проживание. Встреченный ей по дороге виконт Поль, богатый аристократ делает девушке недвусмысленные намёки, однако Мими отвергает его предложение.
По соседству с Мими живут трое друзей, один из которых начинающий литератор Рудольф давно присматривающийся к хорошенькой белошвейке. Увидев, что девушку выставляют вон, он предлагает ей стол и кров, благо у них в комнате как раз накрыт шикарный стол соседкой по многоквартирному дому Мюзеттой. Во время их совместного загородного пикника, Мими признается в любви к Рудольфу. Мими будет помогать Рудольфу, продвигая написанные им тексты в газете. Но так как не все тексты берёт к публикации главный редактор, она начинает обманывать Рудольфа, отдавая ему деньги, якобы гонорар из редакции, на самом деле она просто по ночам подрабатывает вышиванием, отдавая ему заработанные ей деньги. Однажды, узнав от главного редактора газеты правду о том, что его тексты давно не принимаются, Рудольф изобьёт бедняжку Мими, ибо заподозрит, что деньги, которые она ему отдавала, она заработала, предаваясь любви с аристократом Полем, до сих пор преследующим её. Но с Полем Мими встречалась лишь для того, чтобы уговорить его посодействовать постановке пьесы, написанной Рудольфом и между ними ничего не было.
После того, как его пьеса поставлена в театре и Рудольф празднует успех, Мими в это время нет подле него. Она ушла, чтобы не мешать его честолюбивым замыслам. Устроилась работать прачкой в прачечную и влачит жалкое существование. Но, больная туберкулёзом Мими однажды всё же сдаёт и еле живая она вернётся в свой бывший дом, где умрёт на руках у возлюбленного. Только тогда, когда прекрасная Мими будет уже на смертном одре, ревнивец Рудольф осознает степень её жертв и свою любовь к ней.

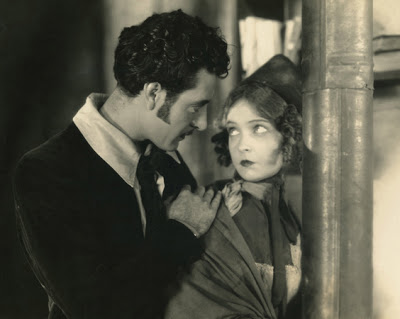
Лиллиан Гиш и Джон Гилберт в кадре из фильма

## В ролях
- Лиллиан Гиш — Мими
- Джон Гилберт — Рудольф
- Рене Адоре — Мюзетта
- Джордж Хэсселл — Шонар
- Рой Д’Арси — виконт Поль
- Эдвард Эверетт Хортон — Коллин
- Карл Дэйн — Бенуа, швейцар
- Матильда Комон — мадам Бенуа
- Джино Коррадо — Марсель
- Юджин Паллетт — Бернар
- Кэтрин Видор — Луиза
- Валентина Зимина — Феми

## Премьеры
- — 24 февраля 1926 года состоялась мировая премьера фильма в Нью-Йорке.
- — с 13 марта 1926 года фильм демонстрировался в театральном прокате на всей территории Соединённых Штатов.
- — в июне 1926 года фильм вышел в прокат Германии.

## Создание

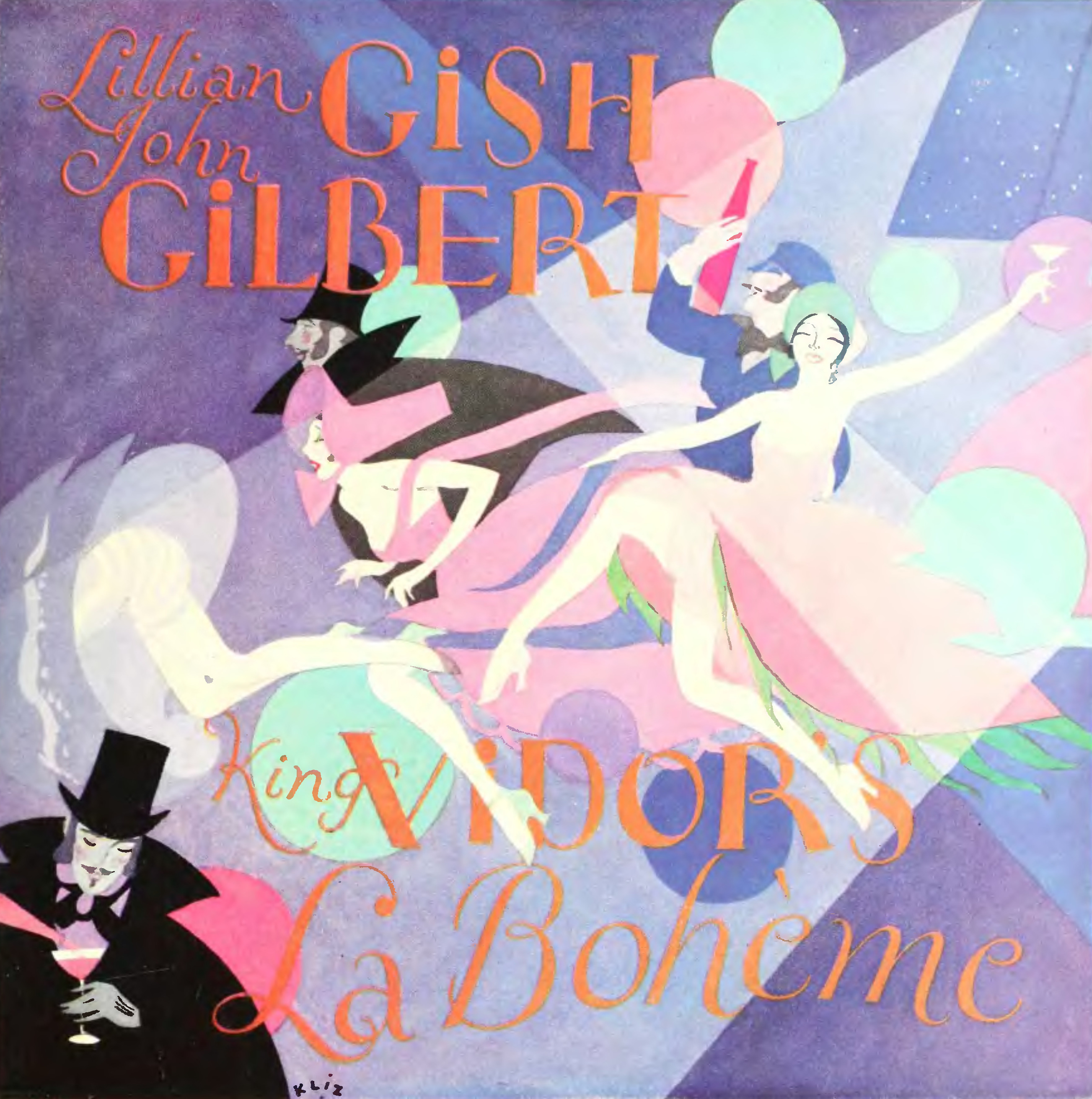
La Bohème, 1926

Лиллиан Гиш подписала в 1925 году сказочный контракт со студией MGM, по которому ей предполагалось не только $ 400,000 за фильм, но и оговаривался полный контроль над производством, в том числе выбор коллег-актёров по предполагаемому фильму и режиссёра. Для её инаугурационной постановки предполагалась «Богема», на основе романа «Сцены из жизни богемы» Анри Мюрже, написанного в 1851 году, действие которого происходит в Париже XIX века. Только что вернувшейся из поездки по Европе, Лиллиан пришлась по душе идея этого фильма, действие которого должно разворачиваться в Париже. Она решила, что это будет очень хорошим поводом для завоевания европейского рынка. После конфликтов с авторскими правами, MGM не смогла использовать сюжетные элементы из оперы Джакомо Пуччини (как это предполагалось), написанной по мотивам книги Мюрже (планировалось в том числе и использование музыкальной партитуры на основе оперы Пуччини, но и эта затея лопнула в последний момент), поэтому сценаристы полагались только исключительно на роман Мюрже.
Посмотрев фильм Кинга Видора «Большой парад», Гиш решила, что Джон Гилберт и Рене Адоре, игравшие в нём главные роли будут наиболее приемлемыми кандидатурами в качестве её партнёров в «Богеме», как и режиссёр Кинг Видор, которого она утвердила по своему желанию. Съёмки фильма проходили с 19 августа по 5 ноября 1925 года. В процессе съёмок Лиллиан вела себя как высокомерная звезда, иной раз даже отказывавшаяся от общения с самим режиссёром, а уж с коллегами-актёрами и вовсе держала дистанцию. С художником по костюмам Эрте у своенравной звезды были стычки из-за костюмов (например она отказалась носить корсет, разработанный на основе хлопка, а не шёлка). Художник в свою очередь отказался потакать требованиям актрисы и ушёл с проекта, по слухам после этого скандала он более не сможет работать вообще на голливудских студиях. Но в работе над образом своей героини Гиш вела себя как профессионал, так например для сцены на смертном одре актриса в течение нескольких дней не ела и не выпила даже глотка воды, чтоб её вид был как можно более измождённым. Она также посещала больницы, чтобы узнать о стадиях туберкулёза и посмотреть на вид больных этой болезнью. В результате актриса блестяще исполнила сцену смерти, так что режиссёр Кинг Видор волновался при съёмке, подумав, что не героиня умирает, а сама актриса.

## Интересные факты
- Предыдущая экранизация этого романа была снята в 1916 году с Элис Брейди в главной роли.

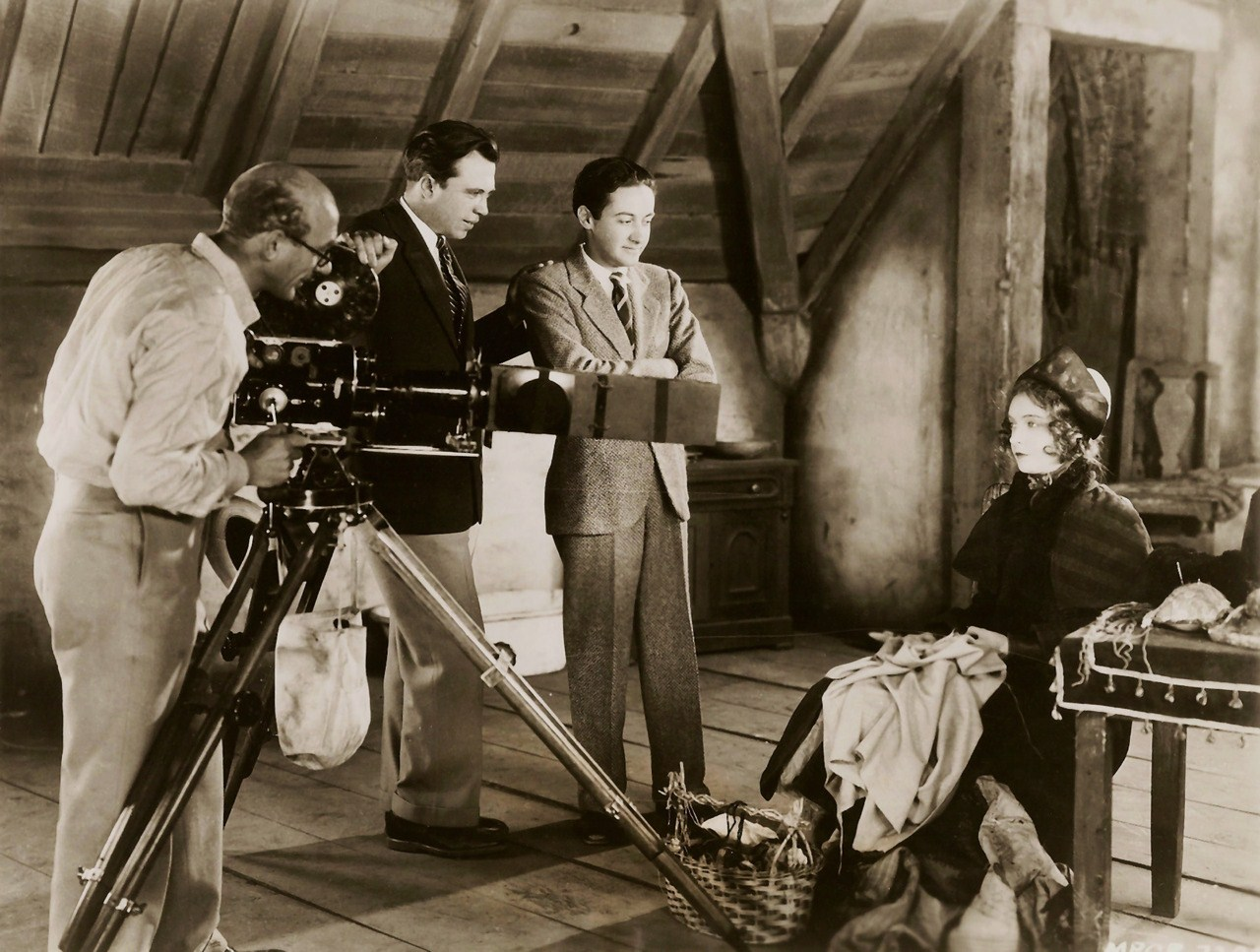
Рабочий момент съёмок, слева-направо: оператор Хендрик Сартов, режиссёр Кинг Видор, продюсер Ирвинг Тальберг и актриса Лиллиан Гиш